# Бої за Кремінну
Бої за Кремінну — бойові дії  між російськими та українськими військами за місто Кремінна. Вважається початком битви за Донбас.

## Передумови
18-тисячне місто Кремінна було стратегічною ціллю з початку російського вторгнення в Україну, тому що це шлях до Сєвєродонецька, розташованого лише в 1 годині їзди від Кремінної.

## Хід бойових дій

### 2014
У 2014 році бойові дії оминули місто Кремінна і російські війська змогли зайти в це місто аж через 8 років уже після початку повномасштабного вторгнення. Саме у 2014 році місто було лінією розмежування між російськими військами та силами АТО, прийнявши до себе перших «переселенців». Цікавим фактом є те, що у 2014 році лише у Кремінній була єдина церква УГКЦ на підконтрольній українській владі частині Луганщини. Інші залишились за лінією розмежування. Дехто називає храм «останнім форпостом».

### 2022
24 лютого російські війська завдавали ударів по Лисичанську, Новодружеську, Сєвєродонецьку, а також по Кремінній, яка була стратегічним містом на шляху до Сєвєродонецька.
11 березня  року російські війська обстріляли будинок для людей похилого віку у Кремінній. Через цей теракт загинуло 56 людей. Виживших 15 осіб окупанти вивезли до уже окупованого на той час Сватового до обласного геріатричного інтернату.
18 квітня російські війська увійшли до Кремінної, де, як повідомив очільник Луганської обласної військово-цивільної адміністрації Сергій Гайдай, почалися вуличні бої, внаслідок чого провести евакуацію було неможливо. Туди також увійшли танки та інші механізовані засоби російських військ, які оточили мирних жителів. Російські війська атакували з усіх боків, оточивши місто. Бої тривали всю ніч, по вулицях вівся сильний артилерійський вогонь. Російські окупанти обстріляли карету швидкої допомоги, яка виїхала за пораненими в Кремінній внаслідок обстрілу одного з автомобілів, в якому знаходилися цивільні, які намагалися виїхати самотужки. Унаслідок обстрілу чотири людини загинуло, одного було поранено. Швидку допомогу також було обстріляно. Евакуація з міста була не можливою через переважаючу кількість сил з боку російської армії. Українські війська почали відступати, продовжуючи вуличні бої.
19 квітня російські війська захопили мерію.  Українські війська, що залишалися, відступили.
За словами Олександра Коваленка, українським військам вдалося взяти під вогневий контроль трасу із Сєвєродонецька до Кремінної, що ускладнить логістику для окупаційних військ.
25 квітня через постійні обстріли була знеструмлена Кремінська електропідстанція внаслідок чого вся Луганщина залишилися без електрики. Під час засідання самопроголошеної мерії, призначеної керівництвом РФ, стався вибух газу. Уся «нова влада», яка знаходилась в мерії, загинула.
Станом на 25 травня Сергій Гайдай заявляє, що було окуповано 95%  Луганської області. Кремінна була першим містом, яке захопили росіяни під час наступу на Луганську область. Загалом бої за Кремінну тривали три доби за словами Гайдая.
27 грудня Збройні сили України захопили російський опорний пункт поблизу Червонопопівки (близько 5 кілометрів на північний захід від Кремінної). Були зірвані плани російської армії просуватися на лінії Сватове-Кремінна. Окупанти зуміли побудувати потужну оборону в Кремінній, продовжують ввозити велику кількість військ і техніки, замінували околиці Кремінної, що вкрай ускладнює просування до міста. За період з 22 до 29 грудня ЗСУ просунулися на 2,5 кілометра в бік Кремінної в ході активних наступальних дій.

### 2023
1 січня в районі Кремінної був здійснений успішний контрнаступ, зокрема була залучена 112 бригада територіальної оборони.
8 січня поблизу села Діброва, яке розташовується поблизу Кремінної відбувся танковий бій. Також за даними Міністерства оборони Великої Британії, Росія виділила частину 76-ї гвардійської десантно-штурмової дивізії для зміцнення лінії фронту в районі Кремінної, оцінивши цей сектор як дуже вразливий.
16 січня ЗСУ продовжуються просуватись біля Кремінної.
22 лютого – російські війська безрезультатно намагаються зробити прорив під Кремінною. Наступала рота піхоти і рота танків, тривали важки бої. У підсумку українські війська знищили кілька танків і наступ росіян провалився.
26 лютого – поблизу Кремінної «Автоботам» 25-ї окремої повітрянодесантної Січеславської бригади вдалося знищити ворожий БТР з екіпажем.
16 березня – росіяни продовжують безрезультатно намагатися прорвати позиції Збройних сил України.
Травень-липень – марні спроби прорвати позиції українських військ з боку російських окупантів, посилення репресій проти мирного населення в окупованій Кремінній – посилення перевірок на в’їзді до міста, вивезення документації у Луганськ, продовження репресії проти цивільних.
1 жовтня – російська 25-та армія повністю укомплектувалась і зайняла позиції біля Кремінної. Особовий склад – 17 тисяч, збільшений на 5 тисяч, зважаючи на те, що навесні 2023 25-та армія була чисельністю 12 тисяч. Серед російських військових переважають військові, набрані по контракту. 25-та армія утримує позиції та не веде штурмових дій. Активно застосовується авіація, артилерія.
3 жовтня – російські окупанти на напрямку Кремінної активно застосовують хімічну зброю, випалюючи навколишні ліси та позиції Збройних сил України. Через хімічні атаки збільшується кількість пожеж, які доводиться гасити під обстрілами. Через використання подібного виду зброї влітку загинув один з бійців внаслідок вдихання газу і подальшої інтоксикації.

## Наслідки
Кремінна була першим містом, яке «впало» під час наступальної операції на Донбасі, про яку Росія оголосила 18 квітня. Губернатор повідомив, що загинули 200 мирних жителів, але могло бути більше. 25 квітня українські чиновники повідомили, що російські війська загинули внаслідок вибуху в мерії Кремінної внаслідок вибуху газу.

## Воєнні злочини російських військ
11 березня російські окупаційні війська впритул розстріляли з танка будинок для літніх людей в Кремінній Луганської області без видимої причини, загинули 56 людей.